# مايكل حداد
مايكل حداد هو رياضي لبناني محترف، ورائد أعمال اجتماعي، وناشط في مجال المناخ. وهو سفير النوايا الحسنة الإقليمي لبرنامج الأمم المتحدة الإنمائي (UNDP).
تعرض مايكل لحادث دراجة مائية عندما كان في السادسة من عمره، مما أدى إلى إصابته بالشلل من الصدر إلى أسفل. على الرغم من إصابته بالشلل، فإنه يقوم بمهام مختلفة، مثل المشي لمسافات قصيرة، والمشاركة في الماراثونات، وتسلق الجبال.

## حياته المهنية
مايكل هو حامل الرقم القياسي العالمي في المشي والتسلق والمشي بالأحذية الثلجية في البيئات القاسية في لبنان. تجاوز (19 كم - 60 ألف خطوة) على مسارات جبلية تدعو إلى إعادة تشجير الأرز اللبناني. تسلق صخرة الروشة في بيروت مسافة 40 مترًا لتسليط الضوء على التلوث البحري. تسلق «القمة السوداء» في منطقة الشرق الأوسط وشمال أفريقيا للتأكيد على ضرورة اتخاذ إجراءات ضد تغير المناخ.
شغل مايكل منصب بطل تغير المناخ لبرنامج الأمم المتحدة الإنمائي في لبنان في الفترة 2016-2017.
في سبتمبر 2019، عُيّنَ سفيرًا للنوايا الحسنة للعمل المناخي من قبل المكتب الإقليمي للدول العربية في برنامج الأمم المتحدة الإنمائي.
تتم دعوته بشكل متكرر كمتحدث رئيسي وتحفيزي في البرامج الدولية.

## اقتباسات[10]
| ” | إن كنتُ، بمساعدة فريقي، قادرًا على تحقيق المستحيل وإكمال المسيرة، فإن الحكومات قادرة على مجابهة تحدي تغير المناخ | “ |